# Euroesfera

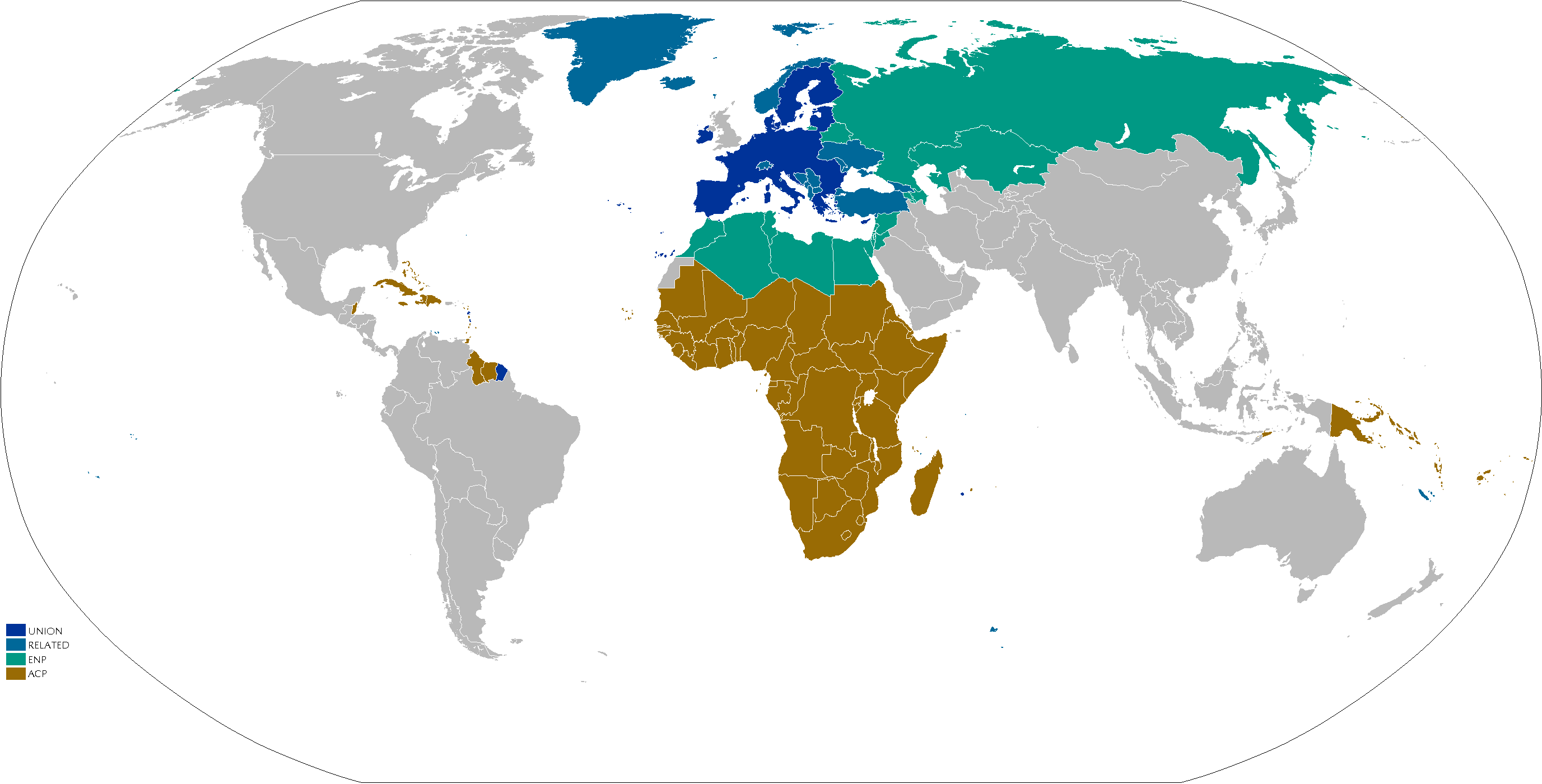
Euroesfera proposta;
Azul escuro: União Europeia
Azul claro: Resto da Europa, incluindo parte asiática da Turquia e a Groenlândia, território autônomo da Dinamarca na América do Norte.
Turquesa: Vizinhança Europeia
Marrom: Países ACP

O conceito de "Euroesfera" ou "Império Europeu" tem crescido em popularidade nos primeiros anos do século XXI o acadêmico da Universidade de Oxford, Jan Zielonka; o estrategista da União Europeia e Diretor-Geral de Assuntos Político-Militares, Robert Cooper; e o presidente da Comissão Europeia, José Manuel Barroso.
Nos últimos 50 anos, a União Europeia passou dos seis membros fundadores para os atuais 27 e ainda existem nove países candidatos e candidatos potenciais à espera para participar do bloco. Vários países da Europa Ocidental estão integrados economicamente, como parte do mercado único da União, ou usando a sua moeda única. Através do Alto Representante da União para os Negócios Estrangeiros e a Política de Segurança, esses países tem capacidade de falar através de uma só voz no mundo e tem associação e acordos de livre comércio com um grande número de Estados, por meio da Política Europeia de Vizinhança, da União para o Mediterrâneo (desenvolvida a partir do processo de Barcelona) e da criação de laços mais estreitos com os países em suas fronteiras, enquanto que desenvolveu laços com as antigas colônias, hoje países ACP. 
A associação, em particular, tem visto uma grande quantidade de reforma nos países que pretende aderir ao bloco europeu; por exemplo, as enormes reformas vistas na Turquia, tais como a abolição da pena capital. O desenvolvimento de influência da União Europeia e do sorteio de adesão, tem sido objetos de estudo de uma série de acadêmicos. Por exemplo, Mark Leonard descreve a área de influência da UE como a Euroesfera, enquanto alguns nomes são menos positivos.